# Juan Moreno Benítez de Lugo
Juan Moreno Benítez de Lugo (Madrid, 29 d'agost de 1822-Madrid, 24 de març de 1887) va ser un polític espanyol, membre del Partit Progressista i íntim amic de Joan Prim i Prats, diputat a les Corts Constituents de 1869 per la circumscripció de Canàries.

## Biografia
Fill d'Antonio Moreno de Zaldarriaga, un veterà militar que havia lluitat en la guerra d'independència i en 1840 va ocupar la comandància general de Canàries, i de Magdalena Benítez de Lugo, canària, propietària d'una rica hisenda al nord de l'illa de Tenerife, Juan Moreno Benítez va néixer a Madrid el 29 d'agost de 1822. Progressista independent, en 1850 va ser elegit diputat pel districte de La Orotava on radicava el majorat matern, sent reelegit per la mateixa circumscripció en 1852. Incorporat a la tertúlia progressista, en la qual havia estat presentat per Prim, després del fracassat pronunciament de juny de 1866 va haver d'exiliar-se, romanent sis mesos fora d'Espanya. Retornat a Espanya va formar part del comitè revolucionari radicat a Madrid, que anava a celebrar moltes de les seves reunions en la seva pròpia casa. En triomfar la revolució de 1868 va ser designat governador civil de Madrid. En aquest lloc va destacar en la creació d'hospitals d'urgència per a atendre els malalts de l'epidèmia que va afectar la ciutat en la primavera de 1869 i va crear en l'antiga casa de la Ballesteria de El Pardo un asil de pobres, per a acollir-hi a fins a 800 ancians desvalguts i orfes o joves desocupats, als quals es procuraria un ofici.
Benito Pérez Galdós dirà a España trágica de Moreno Benítez, a qui situa al costat de Prim en les seves últimes hores, que era «un dels homes més simpàtics i més cavallers de la situació».
Diputat pel districte de Navalcarnero en les eleccions de 1871 i 1872, en 1877 va ser elegit senador per la província de Girona abans de passar a ocupar plaça de senador vitalici en la legislatura de 1881-1882.